# 1908 год в музыке

## События
- 8 февраля — премьера Симфонии № 2 Сергея Рахманинова в Мариинском театре
- 15 марта — премьера «Испанской рапсодии» для симфонического оркестра Мориса Равеля в Париже
- 11 апреля — премьера оперы «Рея» Спироса Самараса во Флоренции
- 19 сентября — премьера Симфонии № 7 Густава Малера в Праге
- 3 декабря — премьера Симфонии № 1 Эдуарда Элгара в Манчестере
- 18 декабря — премьера сюиты «Детский уголок» Клода Дебюсси в Париже
- Антонио Маджио публикует в Новом Орлеане одну из первых блюзовых записей «I Got The Blues»
- Амелита Галли выходит замуж за Марчезе Луиджи Курчи, в дальнейшем она станет известной оперной певицей именно под фамилией мужа
- Клод Дебюсси женится на Эмме Бардак

## Хиты 1908 года
- «The Small Town Gal»
- «All She Gets from the Iceman Is Ice»

## Классическая музыка
- Курт Аттерберг — Рапсодия для фортепиано с оркестром
- Бела Барток — Скрипичный концерт № 1
- Альбан Берг — соната для фортепиано, опус 1
- Рейнгольд Глиэр — Симфония № 2, опус 25
- Хамильтон Харти — Скрипичный концерт
- Михаил Ипполитов-Иванов — Симфония № 1
- Тойво Куула — трио для фортепиано
- Эркки Мелартин — струнный квартет № 3
- Карл Нильсен — симфоническая поэма «Сказочный сон»
- Макс Регер — Симфонический пролог к трагедии, опус 108
- Франц Ксавер Шарвенка — Концерт для фортепиано с оркестром № 4 в фа-миноре
- Арнольд Шёнберг — струнный квартет № 2
- Александр Скрябин — «Поэма экстаза»
- Игорь Стравинский — фантастическое скерцо, опус 3; «Фейерверк», опус 4
- Антон Веберн — пассакалья для оркестра
- Йорк Боуэн — Концерт для альтов в до-миноре
- Генри Вальфорд Дэвис — «Торжественная мелодия» для органа
- Джон Айрленд — фортепианное трио «Фантазия»

## Опера
- Поль Ле Флем — «Окассен и Николетт»

## Родились

### Январь
- 7 января — Ред Аллен[англ.] (ум. 1967) — американский джазовый трубач
- 14 января — Расс Коламбо[англ.] (ум. 1934) — американский певец, автор песен, скрипач и актёр
- 26 января — Стефан Граппелли (ум. 1997) — французский джазовый скрипач
- 27 января — Хот Липс Пейдж[англ.] (ум. 1954) — американский джазовый трубач, певец и бэндлидер

### Февраль
- 18 февраля — Пол Акерман (ум. 1977) — американский музыкальный журналист, редактор журнала Billboard
- 20 февраля — Руби Элзи (ум. 1943) — американская оперная певица (сопрано) и актриса

### Март
- 14 марта — Николай Раков (ум. 1990) — советский композитор, дирижёр, пианист, скрипач и музыкальный педагог
- 23 марта — Эдуард Реезер (ум. 2002) — нидерландский музыковед
- 24 марта — Биргит Окессон (ум. 2001) — шведская танцовщица и хореограф
- 26 марта — Сариджа Ньюнг (ум. 1993) — индонезийский композитор и музыкант

### Апрель
- 2 апреля
  - Бернар Гавоти (ум. 1981) — французский органист, музыковед и музыкальный критик
  - Бадди Эбсен (ум. 2003) — американский актёр и танцор
- 5 апреля — Герберт фон Караян (ум. 1989) — австрийский дирижёр
- 7 апреля — Перси Фейт (ум. 1976) — американский пианист и композитор канадского происхождения
- 8 апреля
  - Тито Гисар (ум. 1999) — мексиканский актёр, композитор и певец
  - Томми Маккленнан (ум. 1961) — американский блюзовый певец и гитарист
- 15 апреля — Эден Ахбез[англ.] (ум. 1995) — американский музыкант и автор песен
- 18 апреля — Ирра Петина (ум. 2000) — американская певица оперы и оперетты (контральто) русского происхождения
- 20 апреля — Лайонел Хэмптон (ум. 2002) — американский джазовый вибрафонист, бэнд-лидер, певец, актёр и шоумен
- 30 апреля — Реджайна Шейн (ум. 1999) — британская виолончелистка швейцарского происхождения

### Май
- 6 мая — Неджиль Казым Аксес (ум. 1999) — турецкий композитор и музыкальный педагог
- 8 мая — Кристиан Василе[рум.] (ум. 1974) — румынский певец
- 9 мая — Николай Назаров (ум. 2000) — советский и российский военный дирижёр
- 15 мая — Ларс-Эрик Ларссон (ум. 1986) — шведский композитор, дирижёр, музыкальный критик и педагог
- 19 мая — Ханс Хикман (ум. 1968) — немецкий музыковед, композитор, дирижёр и музыкальный педагог
- 27 мая — Харольд Роум[англ.] (ум. 1993) — американский композитор и автор песен

### Июнь
- 20 июня — Мартта Контула (ум. 2006) — финская актриса, композитор, оперная певица и музыкальный педагог
- 24 июня — Хуго Дистлер (ум. 1942) — немецкий композитор и органист
- 29 июня — Лерой Андерсон (ум. 1975) — американский композитор, дирижёр и аранжировщик

### Июль
- 8 июля — Луи Джордан (ум. 1975) — американский саксофонист, мультиинструменталист, автор песен и бэнд-лидер
- 20 июля — Гуннар де Фрумери (ум. 1987) — шведский композитор, пианист и музыкальный педагог
- 25 июля — Семмангуди Шриниваса Айер[там.] (ум. 2003) — индийский певец

### Август
- 1 августа — Милослав Кабелач (ум. 1979) — чехословацкий композитор, дирижёр, органист и музыкальный педагог
- 3 августа — Биргит Кульберг (ум. 1999) — шведская танцовщица и хореограф
- 4 августа — Курт Айххорн (ум. 1994) — немецкий дирижёр
- 12 августа — Нина Макарова (ум. 1976) — советская пианистка и композитор

### Сентябрь
- 5 сентября — Чечилия Сегицци (ум. 2019) — итальянская художница и композитор
- 7 сентября — Макс Камински[англ.] (ум. 1994) — американский джазовый трубач и бэнд-лидер
- 10 сентября — Рэймонд Скотт (ум. 1994) — американский джазовый пианист и изобретатель музыкальных инструментов
- 11 сентября — Елена Грошева (ум. 2002) — советский и российский музыковед
- 13 сентября — Мэй Квестел[англ.] (ум. 1998) — американская актриса озвучивания и певица
- 25 сентября
  - Мели Мета (ум. 2002) — индийский и американский скрипач, дирижёр и музыкальный педагог
  - Эуген Сухонь (ум. 1993) — чехословацкий композитор и музыкальный педагог
- 28 сентября — Марин Големинов (ум. 2000) — болгарский композитор, дирижёр, скрипач, музыковед и музыкальный педагог
- 30 сентября — Давид Ойстрах (ум. 1974) — советский скрипач, альтист, дирижёр и музыкальный педагог

### Октябрь
- 1 октября — Умар Димаев (ум. 1972) — советский чеченский аккордеонист и композитор
- 9 октября — Йонас Швядас (ум. 1971) — литовский и советский композитор, хоровой дирижёр, тромбонист, музыкальный педагог и фольклорист
- 19 октября — Гейр Твейт (ум. 1981) — норвежский композитор
- 20 октября — Стюарт Хэмблин[англ.] (ум. 1989) — американский певец, актёр, радиоведущий и автор песен
- 21 октября
  - Гарри Стюарт[англ.] (ум. 1956) — американский комик, певец и автор песен
  - Збигнев Турский (ум. 1979) — польский композитор, дирижёр и музыкальный педагог
  - Ховард Фергюсон[англ.] (ум. 1999) — североирландский композитор и музыковед
- 26 октября — Александр Царман (ум. 2000) — советский и российский артист балета, балетный педагог и режиссёр

### Ноябрь
- 8 ноября — Альберто Эреде (ум. 2001) — итальянский дирижёр
- 19 ноября — Даниель-Лесюр (ум. 2002) — французский композитор и органист
- 24 ноября — Либертад Ламарке (ум. 2000) — аргентинская актриса и певица

### Декабрь
- 10 декабря — Оливье Мессиан (ум. 1992) — французский композитор, музыкальный теоретик и музыкальный педагог
- 11 декабря
  - Эллиотт Картер (ум. 2012) — американский композитор
  - Сада Шухари (ум. 2001) — американская скрипачка
- 17 декабря — Уильям Уордсворт[англ.] (ум. 1988) — британский композитор
- 21 декабря — Григорий Егиазарян (ум. 1988) — армянский советский композитор и музыкальный педагог

## Скончались

### Январь
- 22 января
  - Карло Андреоли (68) — итальянский пианист, музыкальный педагог и композитор
  - Август Вильгельми (62) — немецкий скрипач
- 23 января — Эдуард Мак-Доуэлл (47) — американский пианист и композитор

### Февраль
- 11 февраля — Анатоль Вахнянин (66) — украинский политический деятель, композитор, журналист и педагог
- 28 февраля — Паулина Лукка (66) — австро-венгерская оперная певица (сопрано)

### Март
- 2 марта — Уолтер Слотер[англ.] (48) — британский дирижёр и композитор
- 12 марта — Клара Новелло (89) — британская оперная певица (сопрано)
- 26 марта — Луи Шовен (27) — американский пианист и композитор

### Май
- 7 мая — Людовик Галеви (74) — французский либреттист, драматург, поэт-песенник и писатель
- 12 мая — Мелесио Моралес[исп.] (69) — мексиканский композитор
- 14 мая — Зигмунд Бюргер (52) — австро-венгерский виолончелист
- 30 мая — Павел Богатырёв (58) — русский оперный и камерный певец (тенор)

### Июнь
- 5 июня — Йозеф Франц Вагнер[нем.] (52) — австрийский военный капельмейстер и композитор
- 19 июня — Луи ван Вафельгем (68) — бельгийский альтист и исполнитель на виоль д’амур
- 20 июня — Федерико Чуэка[исп.] (62) — испанский композитор
- 21 июня — Николай Римский-Корсаков (64) — русский композитор, музыкальный педагог, дирижёр и музыкальный критик
- 24 июня — Август Бернгард (56) — русский музыковед и музыкальный педагог

### Июль
- 10 июля — Фиби Кнапп[англ.] (69) — американская органистка и композитор
- 14 июля — Уильям Мэйсон[англ.] (79) — американский композитор и пианист
- 18 июля — Хайме Нуно (83) — испанский композитор и дирижёр, автор музыки государственного гимна Мексики
- 23 июля — Дмитрий Агренев-Славянский (73) — русский певец, хоровой дирижёр и собиратель народных песен

### Август
- 13 августа — Айра Дэвид Сэнки (67) — американский певец и композитор
- 20 августа — Луиза Бассано[англ.] (90) — британская оперная певица
- 26 августа — Тони Пастор[англ.] (71) — американский импресарио и театральный менеджер

### Сентябрь
- 20 сентября — Пабло де Сарасате (64) — испанский скрипач и композитор
- 21 сентября — Атанас Бадев (48) — болгарский хоровой дирижёр, композитор и музыкальный педагог

### Ноябрь
- 15 ноября — Катарина Ланнер (79) — австрийская балерина и балетмейстер
- 20 ноября — Альберт Дитрих[нем.] (79) — немецкий композитор и дирижёр

### Декабрь
- 23 декабря — Эдуард Вахман (72) — румынский дирижёр и композитор
- 24 декабря — Франсуа Огюст Геварт (80) — бельгийский композитор, музыковед и музыкальный педагог
- 30 декабря — Эжен Крости (75) — французский оперный певец (баритон) и музыкальный педагог

### Без точной даты
- Алоиз Кайзер[англ.] (67/68) — американский кантор и композитор словацкого происхождения